# 29747 Acorlando
29747 Acorlando è un asteroide della fascia principale. Scoperto nel 1999, presenta un'orbita caratterizzata da un semiasse maggiore pari a 2,3309645 UA e da un'eccentricità di 0,0673729, inclinata di 7,41838° rispetto all'eclittica.